# Fender David Gilmour Signature Stratocaster
A Fender David Gilmour Signature Stratocaster egy elektromos gitár, melyet az amerikai Fender hangszercég Custom Shop részlege készít. A gitár 2008 szeptemberében került forgalomba „NOS” (New Old Stock), illetve „Relic” modellváltozatban a „Custom Artist Series” részeként. Előbbi változat csak felépítését, és specifikációját tekintve, utóbbi minden részletében megegyezik David Gilmour Black Strat elektromos gitárjával – beleértve az eredeti hangszeren található sérüléseket, kopásokat is.

## Története
Az eredeti Black Strat gitár egy 1969-es Stratocaster, mely a Pink Floyd szólógitárosának David Gilmournak máig elsőszámú hangszere. A Fender hangszergyártó híres arról, hogy a cég gitárjait használó legendás művészeknek emléket állítandó, elkészíti egy-egy gitáros kedvenc hangszerének kópiáját. A rajongók, már évek óta vártak egy David Gilmour Stratocastert, amikor a Fender 2008-ban végre úgy döntött elkészíti a Black Strat hivatalos replikáját.
A Fender cég, David Gilmour, valamint a gitártechnikus Phil Taylor (aki egyébként könyvet is írt az eredeti gitárról) közösen dolgoztak a modellen, hogy az a lehető legnagyobb mértékben visszaadja az eredeti gitár minden tulajdonságát.

## Specifikáció
- Test: A gitártest anyaga égerfa, mely először három tónusú sunburst, majd fekete lakkozást kapott. A koptató szintén fekete, egyrétegű.
- Nyak: Egy darabból álló jávorfa nyak, „1983 Thin-Shouldered C” formában, sötétített színű, vékony nitrocellulóz lakkozással. A fogólapon összesen 21 db „vintage” stílusú érintő található.
- Hangszedők: A gitáron összesen három darab egytekercses (single-coil) hangszedő található (mint a Stratocastereken általában), azonban ezek mindegyike egyedi tekercselésű:
  - Nyak: Custom Shop Fat ‘50s Single-Coil Strat® Pickup
  - Közép: Custom Shop ‘69 Single-Coil Strat® Pickup
  - Híd: Seymour Duncan SSL-5 Single-Coil Strat® Pickup